# Santa Iria de Azoia
Santa Iria de Azoia – dawna parafia (freguesia) gminy Loures i jednocześnie miejscowość w Portugalii. W 2011 miejscowość zamieszkiwało 18 240 osób. Od 2013 należy do parafii Santa Iria de Azoia, São João da Talha e Bobadela.